# Lorlebergplatz

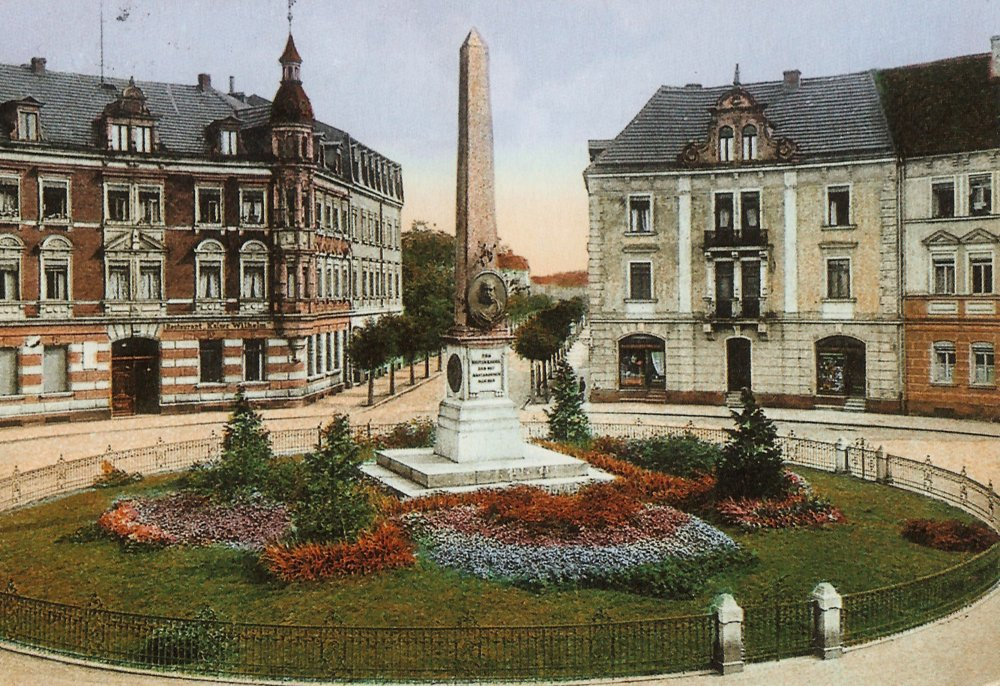
Historische Ansicht des Platzes mit Kaiser-Wilhelm-Denkmal (um 1914)

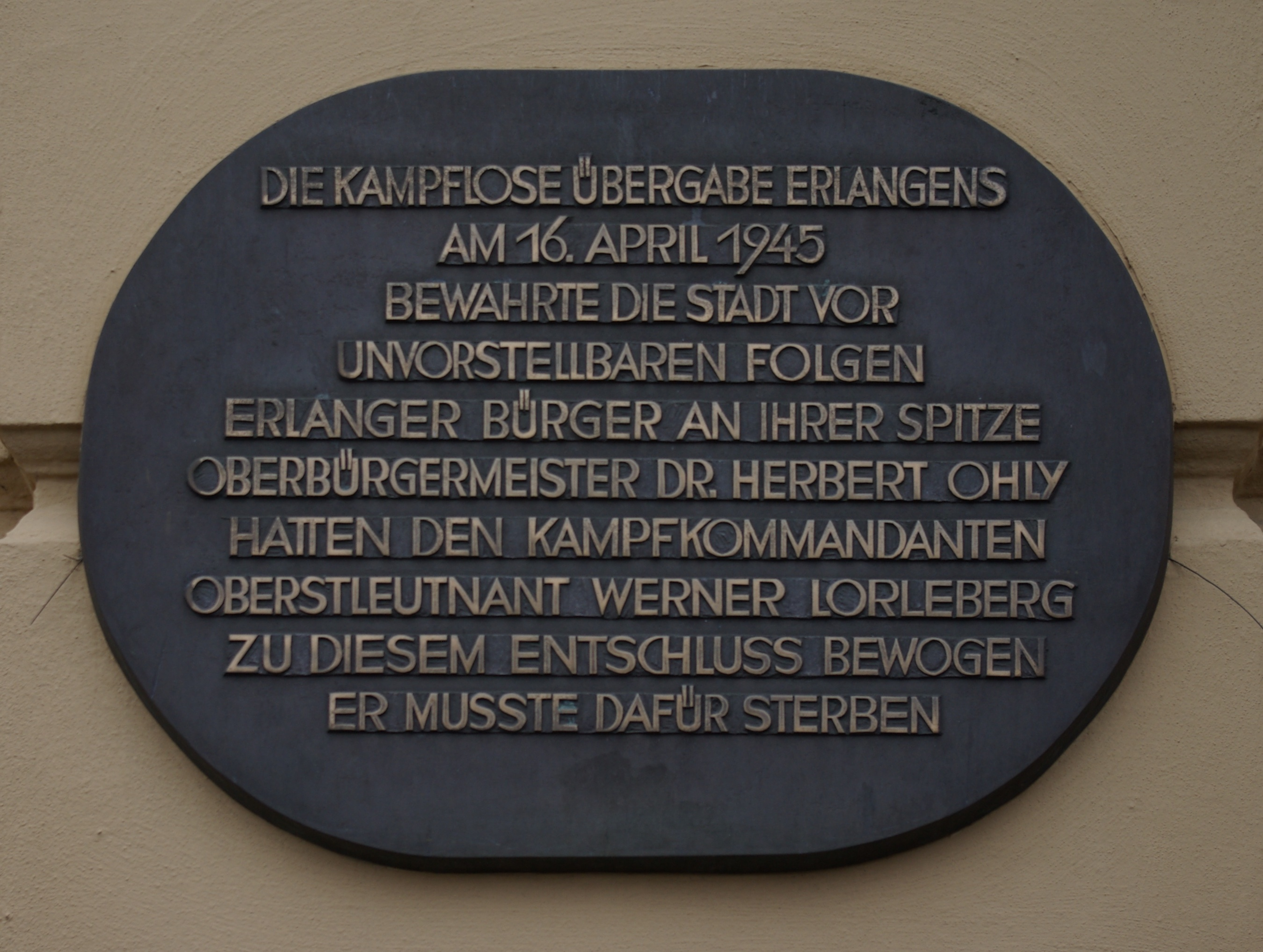
Gedenktafel zur kampflosen Übergabe der Stadt Erlangen an die US-amerikanischen Truppen am 16. April 1945

Der Lorlebergplatz (früher Kaiser-Wilhelm-Platz) ist ein Platz in Erlangen. Er wurde um 1890 im Zuge einer gründerzeitlichen Stadterweiterung erstellt und bildet den Mittelpunkt der sogenannten Oststadt.

## Geschichte
Im Jahr 1886 beschloss die Stadt Erlangen unter Bürgermeister Georg von Schuh eine Stadterweiterung nach Osten, die erste eigenständige Entscheidung der Erlanger Stadtplanung. Das Konzept des Stadtplaners Söldner, das von 1889 bis 1895 zur Ausführung gelangte, sah an zentraler Stelle das sogenannte „Rondell“ vor, den heutigen Lorlebergplatz. Am 16. Juli 1897 erhielt dieser im Zuge der Enthüllung des Kaiser-Wilhelm-Denkmals den Namen „Kaiser-Wilhelm-Platz“. Es war das erste Denkmal zu Ehren Wilhelms II. in Bayern. Der elf Meter hohe Obelisk war aufgrund der linearen Straßenführung in der barocken Planstadt bereits vom Bahnhof aus erkennbar. Im Jahr 1907 verlegte die Mohren-Apotheke, die 1696 in der Heuwaagstraße gegründet worden war, ihren Sitz an den Lorlebergplatz in das Haus Bismarckstraße 13. Im Zuge dessen wurde die Fassade des Gebäudes umgestaltet und erhielt ihr heutiges Aussehen. Über dem Eingang befindet sich seither eine Mohrenfigur aus dem 18. Jahrhundert.
Im Jahr 1942 wurde der Obelisk seiner Bronzemedaillons beraubt; diese fielen einer „Metallmobilisierung in der öffentlichen Verwaltung“ zum Opfer. 1946 wurde das Denkmal abgebrochen. Verschiedene Versuche, auf dem Platz wieder ein Denkmal zu errichten, sind allesamt gescheitert. Der Antrag, einen von Herbert Martius künstlerisch gestalteten Obelisk in der Platzmitte aufzustellen, wurde im Oktober 1999 mit nur knapper Mehrheit vom Stadtrat abgelehnt. Seit 1945 oder 1949 trägt der Platz seinen heutigen Namen zu Ehren des Kampfkommandanten Werner Lorleberg, der Erlangen gegen Ende des Zweiten Weltkriegs kampflos an die US-amerikanischen Truppen übergab. Eine Gedenktafel befindet sich am Haus Lorlebergplatz 2.
Im Zuge der Bemühungen, das Gründerzeitviertel rund um den Lorlebergplatz vom Durchgangsverkehr zu entlasten und im Sinne einer höheren Aufenthaltsqualität neu zu gestalten, wurde im Jahr 2014 ein Ideenwettbewerb durchgeführt. Der Siegerentwurf sah einen mit Gleditschien bestandene Mittelinsel mit mehreren Sitzbänken vor. Der motorisierte Verkehr sollte in beiden Richtungen westlich an dieser Verkehrsinsel vorbeigeführt wird. Auf der Ostseite des Platzes, die frei von motorisiertem Verkehr bleiben sollte, war eine Nutzung durch Außengastronomie vorgesehen. Von einer Realisierung wurde jedoch wegen massiver Proteste von Anwohnern und Hauseigentümern abgesehen. Durch Maßnahmen wie den Umbau der Kreuzung Bismarckstraße/Schillerstraße und die Umgestaltung des Straßenzuges Schillerstraße/Loewenichstraße in den Jahren 2018/19 konnte der Durchgangsverkehr am Lorlebergplatz bereits reduziert werden.

## Beschreibung
Der in Erlangen einzigartige, kreisrunde Architekturplatz mit begrünter Mittelinsel befindet sich am Schnittpunkt der Universitätsstraße (ehemals Frauenklinikstraße), die in Richtung Westen zur barocken Neustadt und zum Bahnhof führt, mit der in Nord-Süd-Richtung verlaufenden Bismarckstraße (ehemals Kasernstraße). Letztere wurde im 19. Jahrhundert im Rahmen eines repräsentativen Straßenzuges angelegt, der südlich und östlich um die barocke Planstadt herumgeführt wurde und neue Wohngebiete und Kasernen erschloss. In Richtung Osten führt die Fichtestraße in das Wohngebiet Loewenich, das ab Ende des 19. Jahrhunderts entstand.

## Anliegende Gebäude
Das Ensemble Bismarckstraße/Lorlebergplatz/Östliche Universitätsstraße, zu dem alle Gebäude am Lorlebergplatz gehören, steht unter Denkmalschutz. Die einheitlich dreigeschossigen Mietshäuser wurden zwischen 1889 und 1895 im Neorenaissance-Stil erbaut und sind hervorragend erhalten. Die meisten an den Platz angrenzenden Gebäude weisen Backsteinfassaden mit Sandsteingliederungen sowie hellen Tür- und Fensterrahmungen auf.
Folgende Bilder zeigen alle an den Lorlebergplatz angrenzenden Häuser im Jahr 2012 (beginnend auf der Ostseite, entgegen dem Uhrzeigersinn):

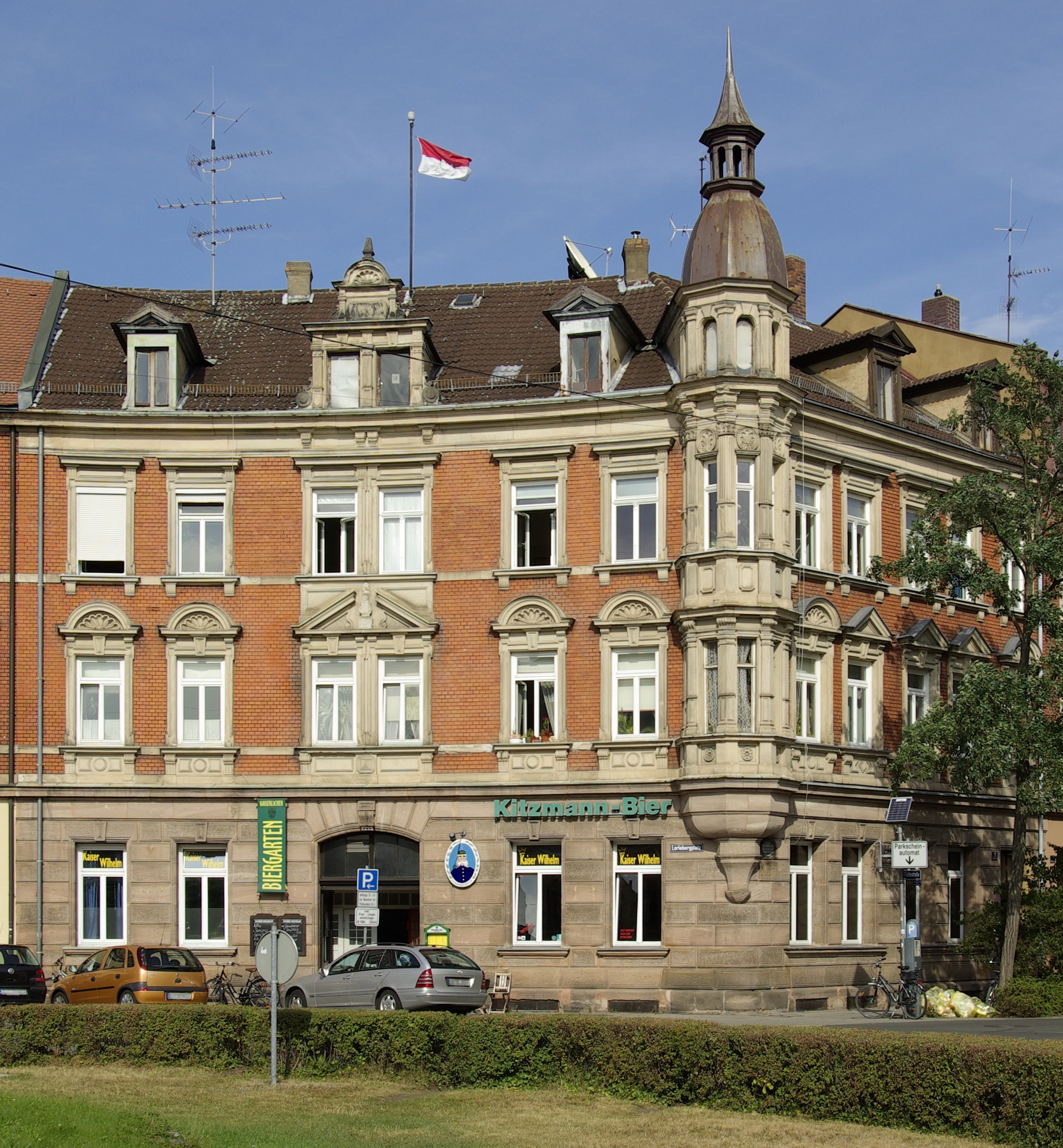
Fichtestraße 2
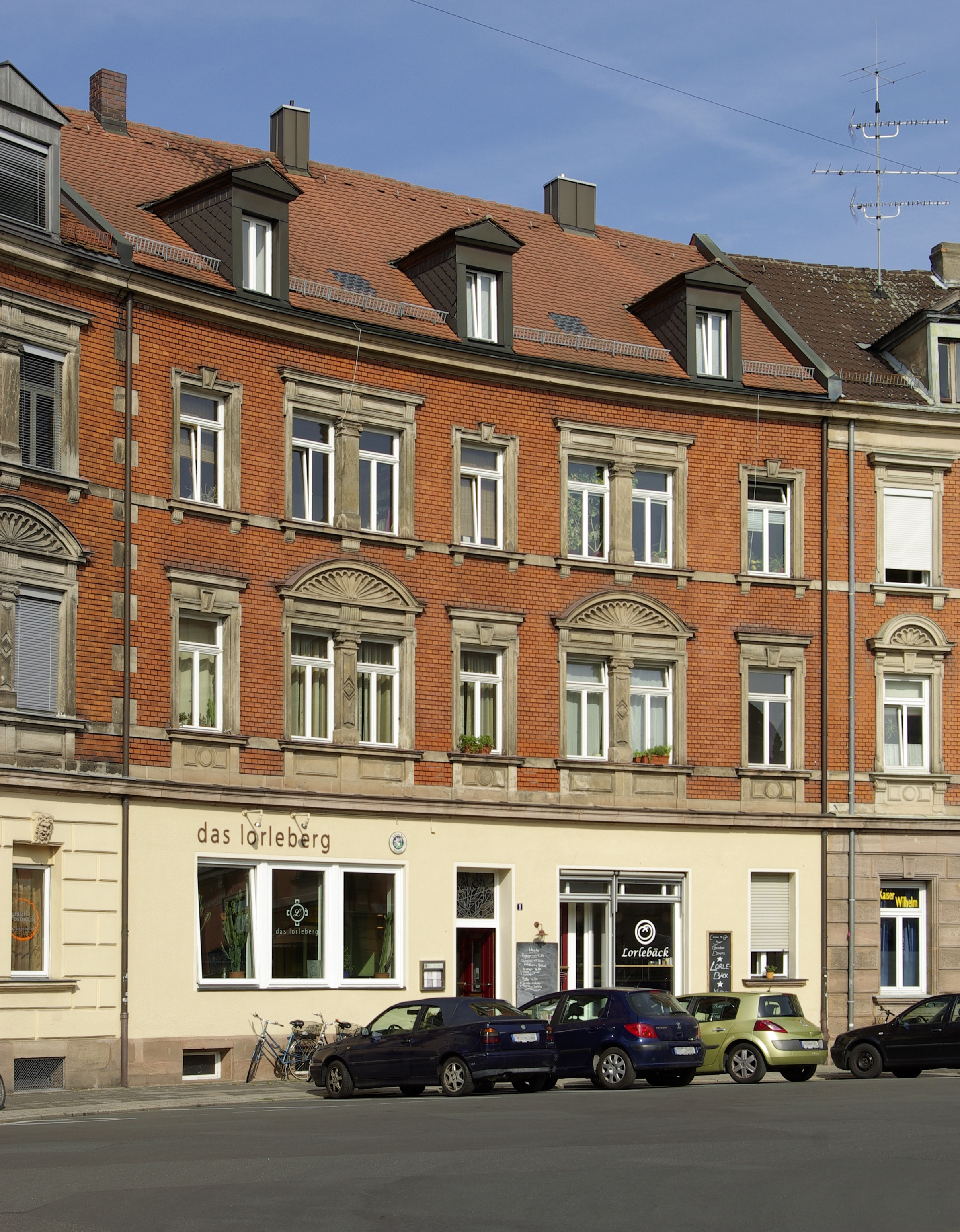
Lorlebergplatz 1
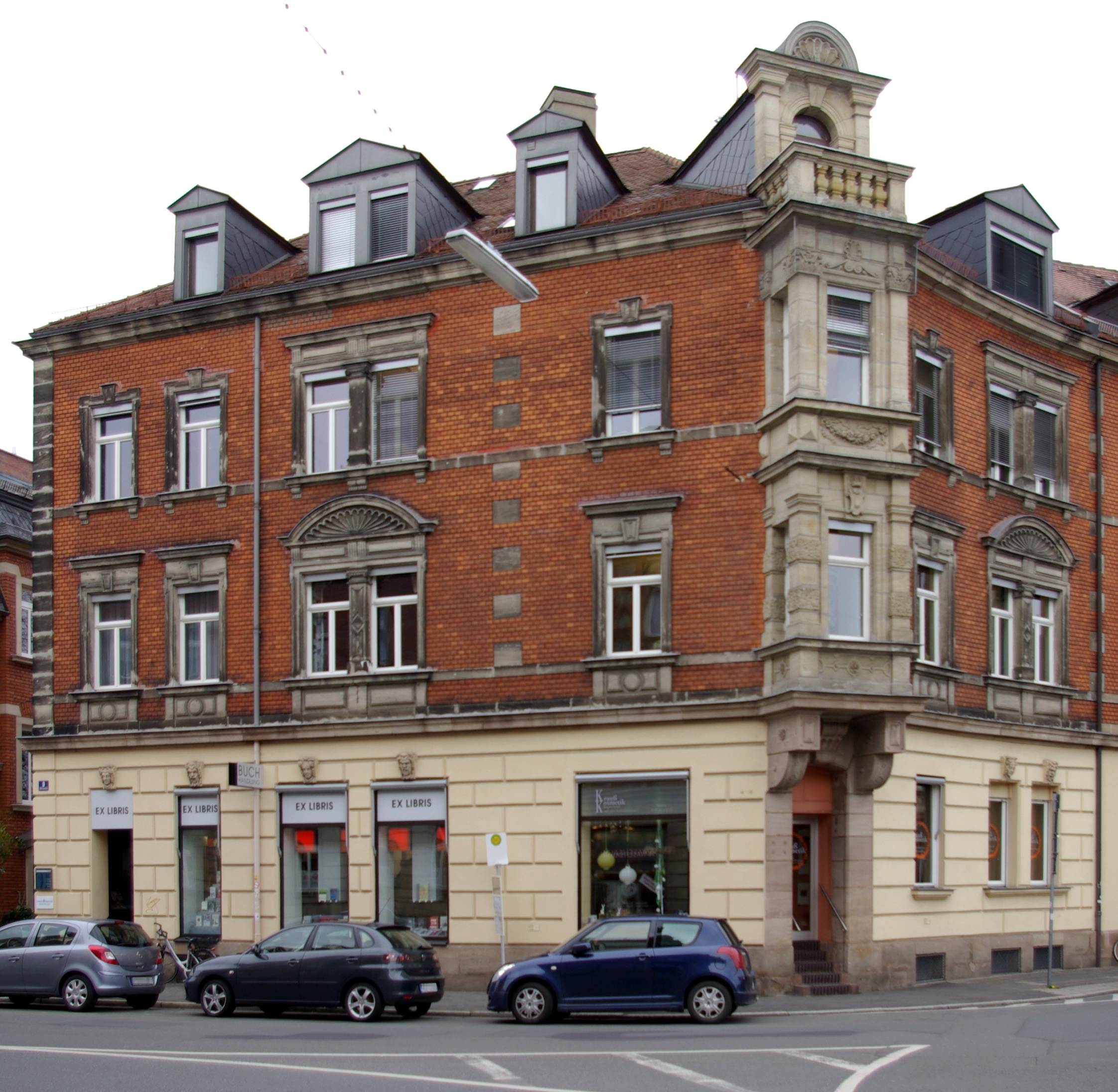
Bismarckstraße 9
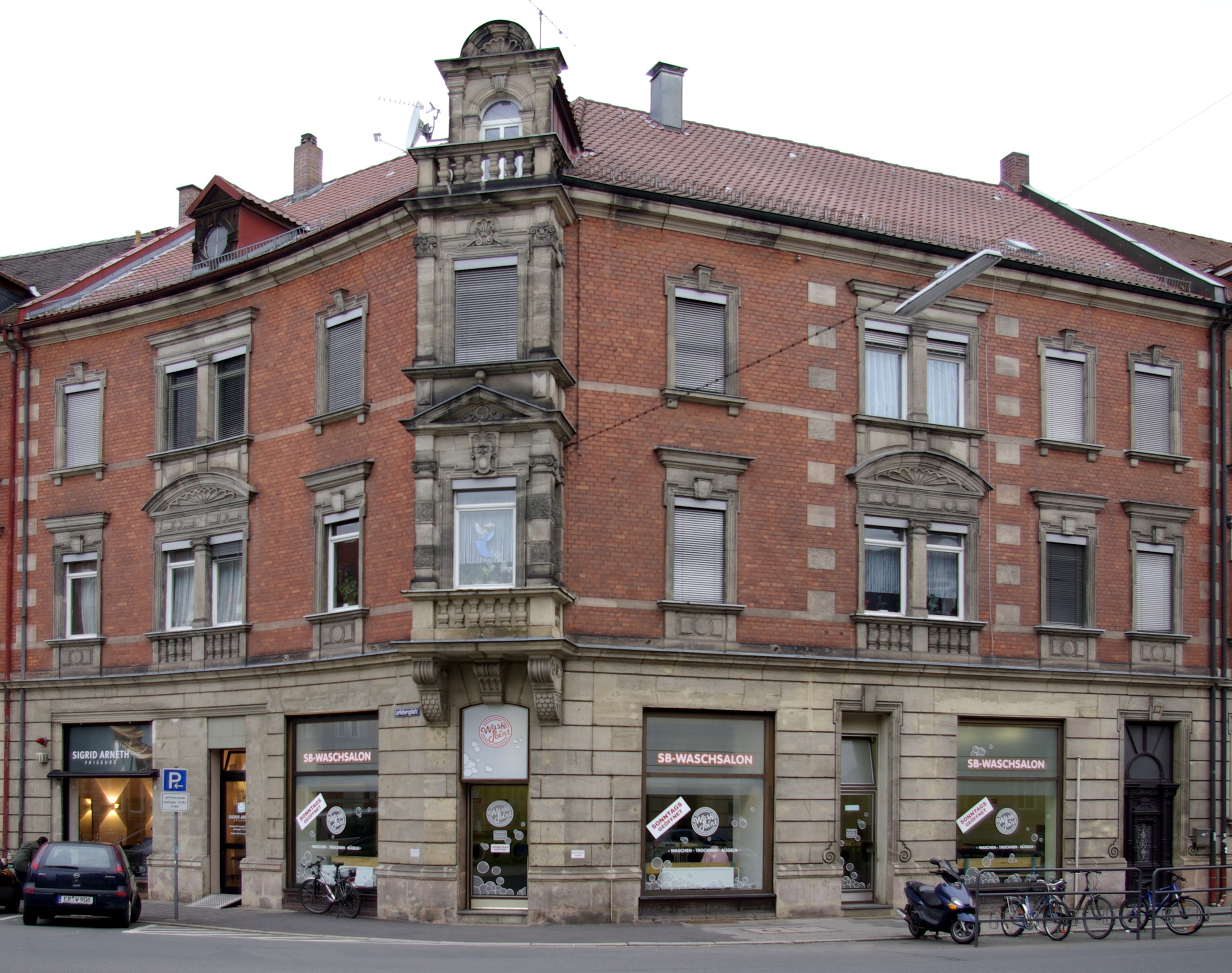
Bismarckstraße 28
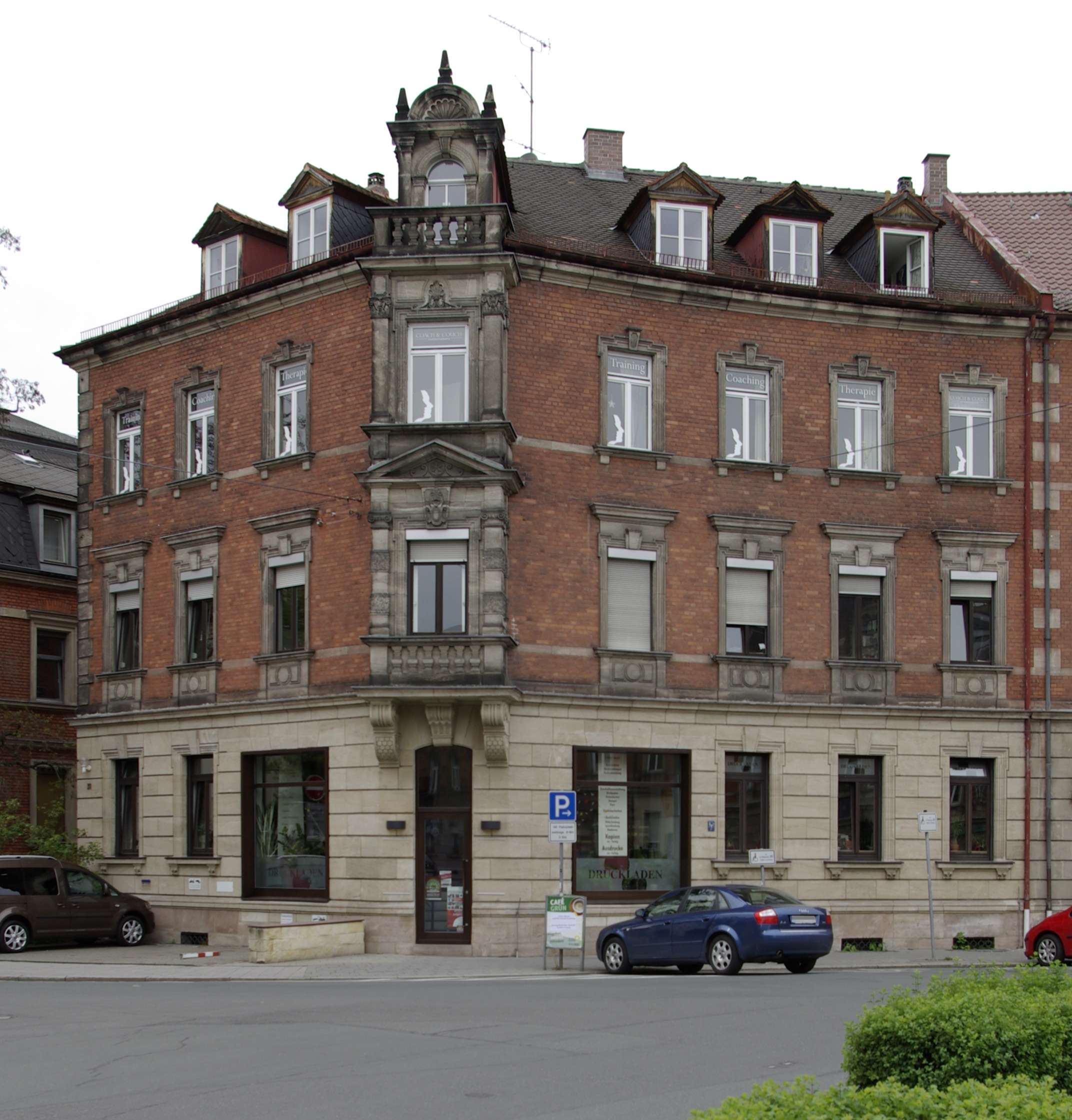
Universitätsstraße 31
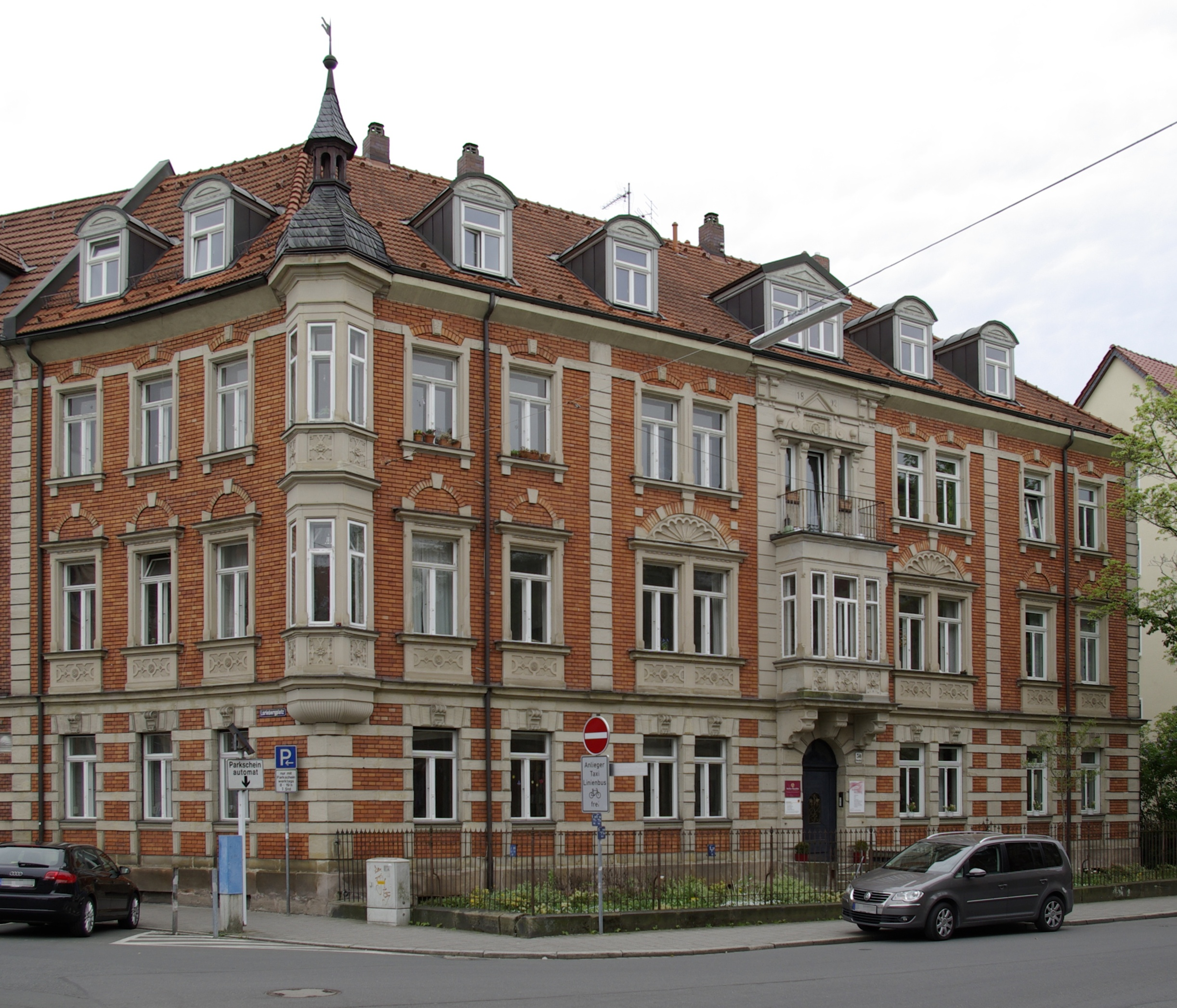
Universitätsstraße 50
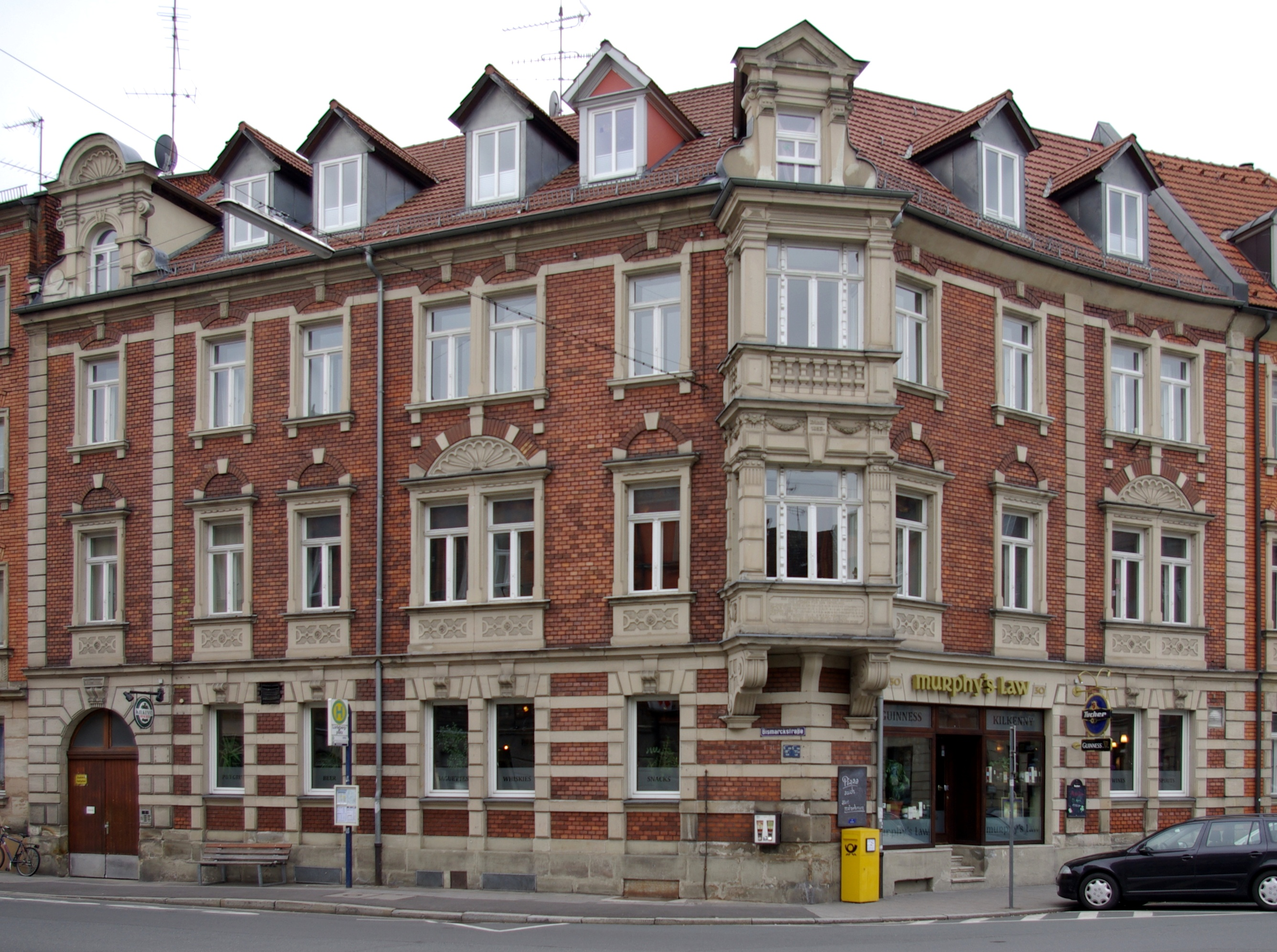
Bismarckstraße 30
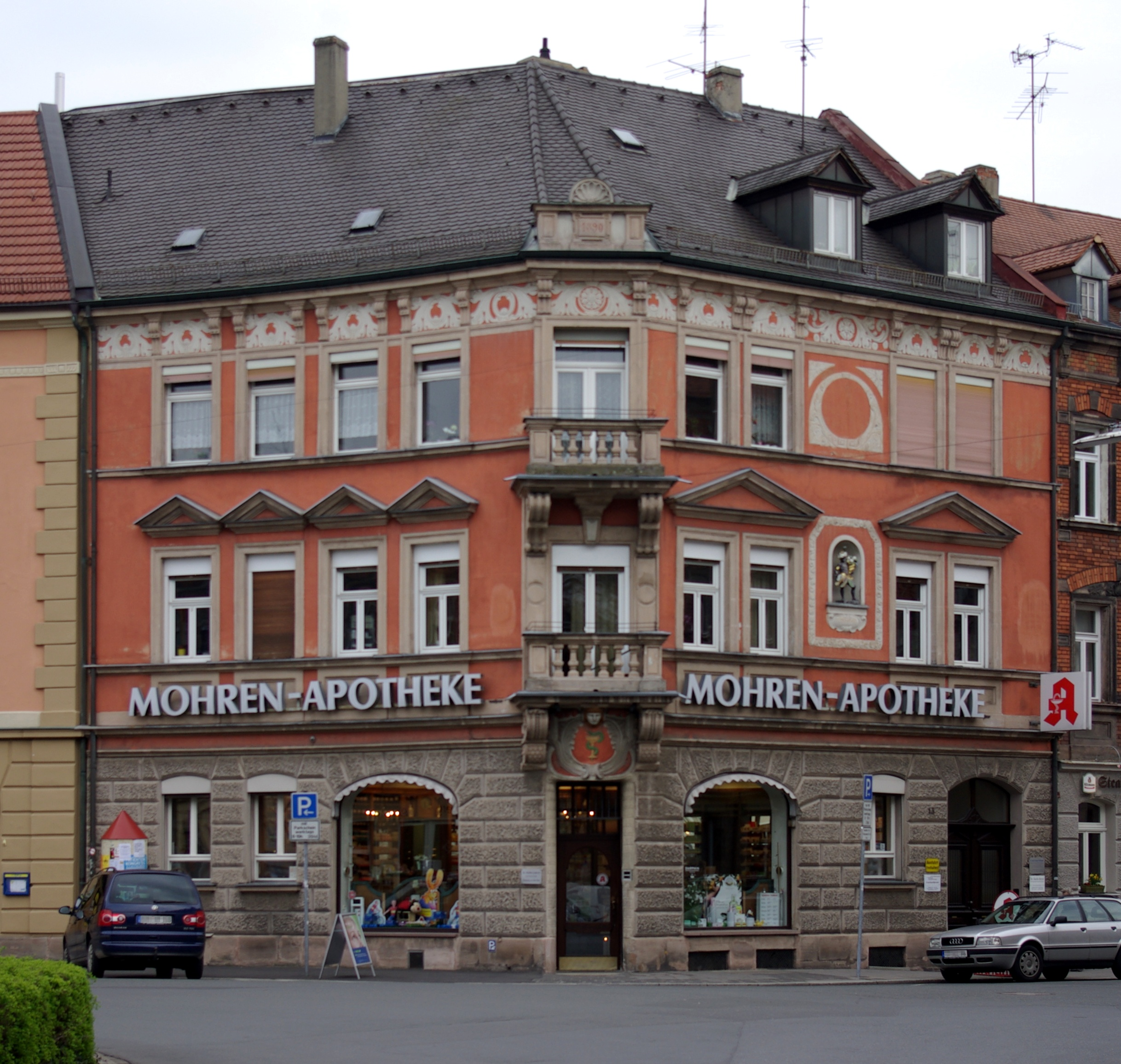
Bismarckstraße 13
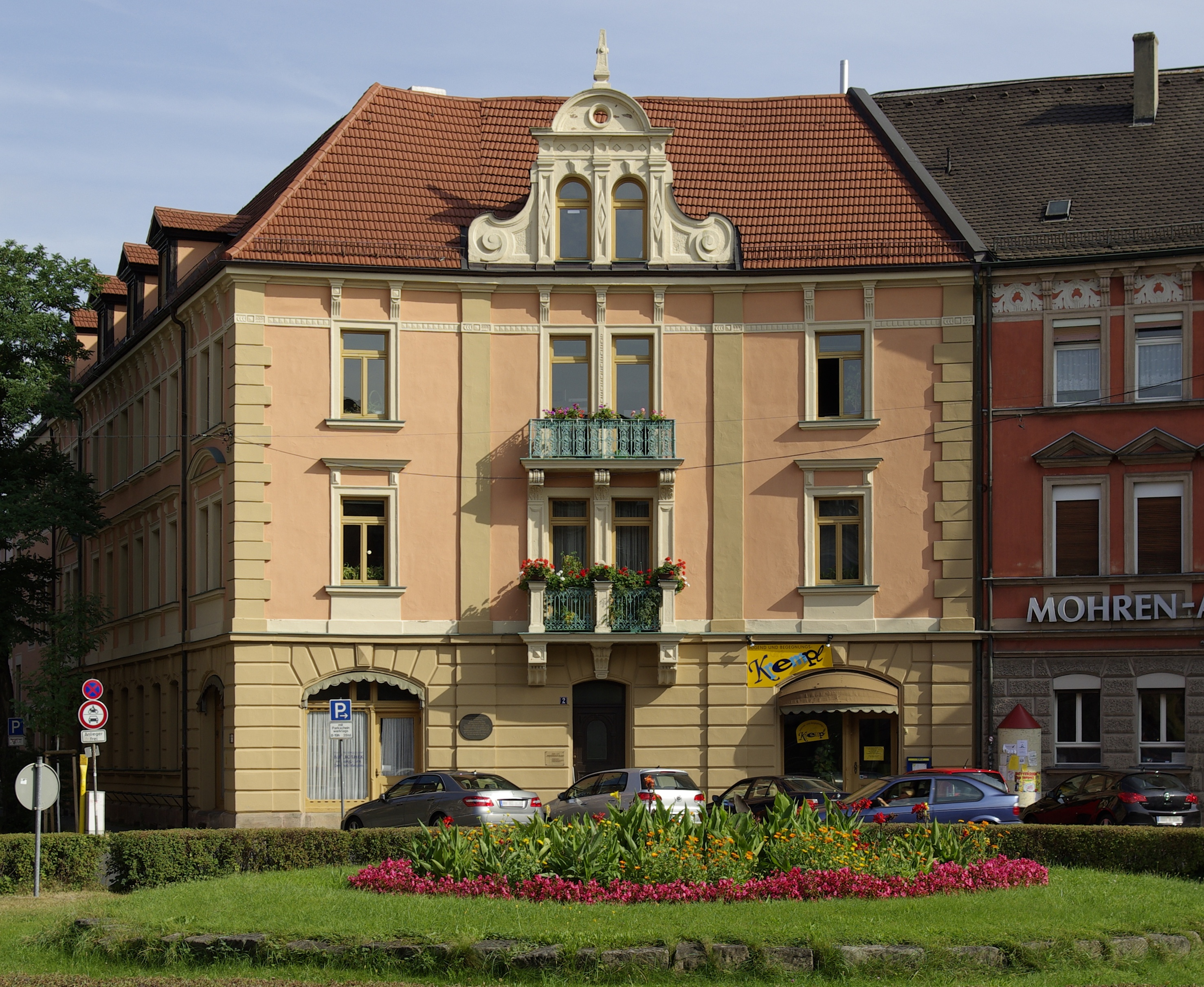
Lorlebergplatz 2

## Trivia
Rechtlich gesehen ist der Lorlebergplatz, entgegen der weit verbreiteten Meinung, trotz seiner kreisförmigen Verkehrsführung mit vier Zufahrtsstraßen kein Kreisverkehr, da vor den Zufahrten keine Kreisverkehrsschilder aufgestellt sind. Es gilt Rechts vor Links, also besitzt – im Gegensatz zum Kreisverkehr – der einfahrende Verkehr Vorfahrt. Außerdem sind am Platz Parkplätze ausgewiesen; auf einem Kreisverkehr wäre Parken nicht zulässig.